# قيم التعبير عن الذات
قيم التعبير عن الذات هي جزء من بعد القيم الاجتماعية الأساسية في عملية التحديث. فالتعبير عن الذات هو مجموعة من القيم التي تتضمن التسامح الاجتماعي، والرضا عن الحياة، وحرية التعبير، والتوق إلى الحرية. وكان رونالد إنجلهارت، وهو أستاذ بجامعة ميشيغان وصاحب نظرية ما بعد المادية، قد عمل مع هذا المفهوم على نطاق واسع. وعلى خريطة إنجلهارت-ويلزل الثقافية تناقض قيم التعبير عن الذات قيم البقاء، لتوضح التغيرات التي طرأت على القيم في البلاد وعبر الأجيال المختلفة. هذا وقد كانت فكرة انتقال العالم نحو قيم التعبير عن الذات محل نقاش مطول في مقالة نشرت في ذا إيكونومست.

## ظهور قيم التعبير عن الذات
تسبب ظهور المجتمع ما بعد الصناعي في إحداث موجة من التغير الثقافي. فلم يعد يعمل أغلبية الناس في الولايات المتحدة، وكندا، وأوروبا الغربية، ونسبة متزايدة من شعوب شرق آسيا في المصانع، ولكنهم بدلاً من ذلك توجهوا للعمل في صناعة الخدمات. شهدت بيئة العمل تحولاً من البيئة الميكانيكية إلى بيئة يقضي الناس بها أيامهم يتعاملون مع غيرهم من الأشخاص، والرموز، والمعلومات، والتي تعني أن العمال في قطاع المعرفة يجب أن يمارسوا حكمهم واختياراتهم الخاصة.
وقد كان لهذا التحول آثار كبيرة:
- مستويات مرتفعة غير مسبوقة من الرخاء والرفاهية تجعل الغذاء والكساء والمأوى، والسكن، والتعليم، والخدمات الصحية متاحة للجميع تقريبًا. حتى في الولايات المتحدة حيث تعد دولة رفاهية محدودة نسبيًا، يتم إعادة توزيع نسبة كبيرة من الناتج المحلي الإجمالي في الدولة. وهو ما يجعل البقاء المادي، وهو أدنى معايير الحياة، ومتوسط العمر المتوقع والذي يبلغ حوالي 80 عامًا أمرًا مفروغًا منه لدى الناس الذين يعيشون في المجتمعات المعنية، وهو ما يشجع الأشخاص على التركيز على الأهداف التي تتجاوز مجرد البقاء على قيد الحياة.
- تتطلب وظائف قطاع الخدمات الحديثة استخدام المهارات المعرفية تطلبًا متزايدًا.[6] حيث ينتمي المهندسون، والمدرسون والمحامون والمحاسبون والمستشارون والمبرمجون والمحللون جميعًا إلى الطبقة المبدعة. يتمتع هؤلاء العمال باستقلالية عالية في عملهم، حتى إذا كانوا يعملون في بعض الأحيان في منظمات تتسم بالهرمية. وتعد الحاجة إلى المهارات المعرفية أكبر كثيرًا مما كانت عليه في المجتمعات في المراحل المبكرة من الثورة الصناعية. ولتلبية هذه الاحتياجات، تواصل القوى العاملة في المجتمعات ما بعد الصناعية تعليمها العالي، مؤكدة على الإبداع والخيال والاستقلال الفكري.
- تتميز المجتمعات ما بعد الصناعية بأنها متحررة اجتماعيًا مقارنة مع سابقاتها. فالعالم الصناعي الذي يخضع للسيطرة المركزية، وقطاعات القوى العاملة المنظمة للغاية قد ولى زمنها، كما ولت ضغوط الموافقة القوية التي رافقتها. كما أن النظام التقليدي-الذي يعتمد فيه بقاء الأطفال على ما يوفره لهم أباؤهم، وفي مقابل ذلك يعتني الأطفال بآبائهم عندما يتقدم بهم العمر- قد قوضته دولة الرفاهية. ونتيجة لذلك، بمجرد أن أصبحت ضرورة البقاء أمرًا اختياريًا في العائلات ذات العلاقات المتماسكة، استبدلت «مجتمعات الضرورة» بـ«القرابة الاختيارية.»[7]

يقلل تنوع الأنشطة الاقتصادية والحياة الاجتماعية من القيود الاجتماعية بطرق لم يسبق لها مثيل. وبالتالي يعد التحول من المجتمعات ما بعد الصناعية شكلاً من أشكال التحرر من السلطة.

## قيم التعبير عن الذات والديمقراطية
من الممكن أن يؤدي التصنيع إلى الفاشية، أو الشيوعية، أو الثيوقراطية أو الديمقراطية. ولكن المجتمع ما بعد الصناعي أحدث تغيرات اجتماعية وثقافية جعلت الديمقراطية الفعالة حقًا أمرًا محتملاً.
فلا يمكن لـمجتمعات المعرفة العمل بشكل فعال دون العمال الذين يتمتعون بتعليم عال، والذين أصبح من الواضح ومن المعتاد أن يفكروا لأنفسهم. وعلاوة على ذلك، أدى ارتفاع مستويات الأمن الاقتصادي إلى التركيز المتزايد على قيم التعبير عن الذات التي تعطي أولوية عالية لحرية الاختيار. فأصبحت الجماهير أكثر توقًا إلى الديمقراطية، وأضحى دورهم أكثر فعالية في الحصول عليها. كما أصبحت المطالب الملحة بالتحرر مكلفة وضارة بشكل متزايد على الفعالية الاقتصادية. وهكذا تربط هذه التغيرات التنمية الاقتصادية بالديمقراطية.

## القياسات التجريبية لقيم التعبير عن الذات
يعد تقييم التعبير عن الذات الذي يجري ضمن مسح القيم العالمية هو التقييم الأكثر دقة. وقد أجريت خمس «موجات» حتى الآن، بحيث تضاف دول جديدة إلى المسح كل جولة.
كشف تحليل البيانات اللاحق الذي أجراه إنجلهارت أن نسبة ضخمة من التنوع في البيانات يمكن تفسيرها باستخدام مجموعة من المقاييس التي تعمل على بعدين فقط: محور التقليدية إلى العلمانية العقلانية، ومحور البقاء إلى التعبير عن الذات. استندت نتائج العامل في الأصل على 22 متغيرًا، ولكن هذا تقلص إلى 10 فقط (5 لكل بعد) بهدف إتاحة البيانات.
يتميز محور التعبير عن الذات بـتشبعات العامل التالية.
| سؤال المسح                                                                       | تشبع العامل |
| -------------------------------------------------------------------------------- | ----------- |
| أعطى المجيبون أولوية للتعبير عن الذات وجودة الحياة تفوق الأمان الاقتصادي والمادي | 0.87        |
| يصف المجيب نفسه بأنه يشعر بالسعادة البالغة.                                      | 0.81        |
| الشذوذ الجنسي له ما يبرره أحيانًا                                                 | 0.77        |
| وقع المجيب أو سيوقع على التماس                                                   | 0.74        |
| لا يعتقد المجيب أن عليه المبالغة في الحذر عند الثقة في الناس                     | 0.46        |

وعلى الرغم من أنه يضم خمسة متغيرات فقط، فإن ارتباطات هذا البعد في مسح القيم العالمية قوية جدًا. فيما يلي قائمة جزئية. تشير الردود الإيجابية إلى قيم البقاء، ويشير عكسها إلى قيم التعبير عن الذات.
| تؤكد قيم البقاء على ما يلي (مقابل قيم التعبير عن الذات)                                              | الارتباط بقيم البقاء/ التعبير عن الذات |
| --- | -------------------------------------- |
| الرجال قادة سياسيون أفضل من النساء.                                                                  | 0.86                                   |
| المجيب غير راض بالوضع المالي لأسرته.                                                                 | 0.83                                   |
| على المرأة أن تنجب أطفالاً حتى تشعر بالرضا.                                                           | 0.83                                   |
| يرفض المجيب أن يكون أحد جيرانه من الأجانب، والمثليين جنسيًا والأشخاص المصابين بمرض الإيدز.            | 0.81                                   |
| يفضل المجيب مزيدًا من التركيز على تطوير التكنولوجيا.                                                  | 0.78                                   |
| لم يقم المجيب بتدوير أي شيء لحماية البيئة.                                                           | 0.78                                   |
| لم يحضر المجيب لقاءً أو وقع على عريضة لحماية البيئة                                                   | 0.75                                   |
| عند البحث عن وظيفة، يكون الدخل الجيد والوظيفة الآمنة أكثر أهمية من الشعور بالإنجاز والعمل مع من تحب. | 0.74                                   |
| يفضل المجيب ملكية الدولة للتجارة والصناعة.                                                           | 0.74                                   |
| يحتاج الطفل إلى منزل يعيش فيه مع والديه حتى يكبر بسعادة.                                             | 0.73                                   |
| لا يصف المجيب حالته الصحية بأنها جيدة جدًا.                                                           | 0.73                                   |
| يجب على المرء أن يحب والديه دائمًا ويحترمهما بغض النظر عن سلوكهما.                                    | 0.71                                   |
| عندما تندر فرص العمل، يكون لدى الرجال الحق في الحصول على الوظيفة أكثر من النساء.                     | 0.69                                   |
| لا يملك المجيب الكثير من حرية الاختيار أو السيطرة على حياته.                                         | 0.67                                   |
| لا يعد التخيل أحد أهم الأشياء لتعليم الطفل.                                                          | 0.62                                   |